# 故郷へ…
「故郷へ…」（ふるさとへ）は、1978年9月25日に発売された八代亜紀の26枚目のシングル。

## 解説
本楽曲は、1978年の第20回日本レコード大賞において金賞を、第9回日本歌謡大賞においては6年連続での放送音楽賞を、それぞれ受賞した。また、同年の第29回NHK紅白歌合戦において本楽曲が歌唱された。

## 収録曲
1. 故郷へ…（3分30秒）
作詞：池田充男／作曲：野崎真一／編曲：竹村次郎
2. 愛の歳月（3分41秒）
作詞：杉紀彦／作曲：弦哲也／編曲：伊藤雪彦